# Osman Mirzəyev

Osman Mirzəyev

Osman Mirzəhüseyn oğlu Mirzəyev (eingedeutscht Osman Mirsajew; * 13. April 1937 in Baku, Aserbaidschanische Sozialistische Sowjetrepublik, UdSSR; † 20. November 1991 im Dorf Qarakənd, Autonome Oblast Bergkarabach, Aserbaidschan) war ein aserbaidschanischer Journalist, Schriftsteller und Publizist. Er gilt als einer der Pioniere des unabhängigen Journalismus in Aserbaidschan.

## Leben
Nach dem Schulabschluss ließ sich Mirzəyev an der journalistischen Fakultät der Aserbaidschanischen Staatlichen Universität (heute Staatliche Universität Baku) einschreiben. Genau in dieser Zeit begann er die Zusammenarbeit mit der damals sehr populären Zeitung Jugend Aserbaidschans. Dieses Blatt spielte im Nachhinein eine wichtige Rolle bei der journalistischen Weiterentwicklung von Mirzəyev. In den insgesamt sieben Jahren seiner Tätigkeit stieg er von einem einfachen Übersetzer bis zum Chefredakteur dieser Zeitung.
1968 wechselte Mirzəyev zum größten russischsprachigen Wochenblatt der Kommunistischen Partei Aserbaidschans Wischka (russisch Вышка, deutsch Turm), wo er sich bis 1990 bis zum Leiter der Propagandaabteilung hocharbeitete.
Als professioneller Journalist machte sich Mirzəyev nicht nur in der Presse, sondern auch im Fernsehen einen Namen. Er war Gründer der ersten gesellschaftspolitischen TV-Sendung Dalga (deutsch Welle), die ab 1986 einmal wöchentlich ausgestrahlt wurde. Das Programm nahm unter anderem die politischen Prozesse im Land kritisch unter die Lupe und erlangte in kürzester Zeit große Berühmtheit.
Im September 1990 wurde Mirzəyev zum Abteilungsleiter der neu geschaffenen Präsidialadministration der Aserbaidschanischen SSR berufen. Anfang 1991 kandidierte er auch als Abgeordneter bei der ersten Parlamentswahl.

## Tod
Mirzəyev gehörte zur 22-köpfigen Beobachtermission, die im Lichte der angespannten Situation im Autonomen Gebiet Bergkarabach von Aserbaidschan am 20. November 1991 in die Stadt Xocavənd aufbrach, um sich ein Bild über dortige Verhältnisse zu machen. Der Mil Mi-8 Hubschrauber, der in Ağdam startete, wurde nahe der Ortschaft Qarakənd (Provinz Xocavənd) von armenischen Einheiten abgeschossen. Alle Insassen kamen in der Folge ums Leben.
Mirzəyev wurde auf der Ehrenalle von Baku (Fəxri Xiyaban) beigesetzt. 1993 wurde ihm posthum der Titel Nationalheld Aserbaidschans verliehen.

## Werke
- Adler im Flug (1978),
- Tropfen und See (1979)
- Unsere Namen (1986)
- Wir leben nur einmal (1991)

## Auszeichnungen
- Träger des Medienpreises „Goldene Feder“ (1985)
- Ehrenjournalist Aserbaidschans (1988)